# 刘棣怀
刘棣怀（1897年—1979年），中国围棋棋手，号昌华，绰号“刘大将”，与北京过惕生并称“南刘北过”。

## 生平
安徽桐城人，生于南京，13岁入南京北营小学读书，常至夫子庙看围棋对局，后从僧人释可慧学棋。1916年随父迁居北京，常到海丰轩、润明楼与当时棋坛名将汪云锋、顾水如等切磋棋艺，出入段祺瑞府与其对弈。1926年8月在被让二子的条件下中盘战胜日本岩本薰六段，同年南迁上海，与顾水如、魏海鸿、陈藻藩并称上海棋界四家。1931年胜日本女棋手增渊辰子三段。
1935年被南京公余联欢社聘为围棋组指导。抗日战争爆发后避难重庆，1940年组成中国围棋总会。1958年全国围棋个人赛冠军，1959年第一届全运会围棋赛第一名，创造了以63岁高龄夺取全国围棋赛冠军的纪录。1960年6月14日，在首届中日围棋交流赛中战胜日本棋手濑川良雄七段。1962年11月当选中国围棋协会副主席，并被聘为《围棋》杂志副主编。1964年被国家体委授予当时最高段位“五段”。